# Казо Деба
Казо Деба (фр. Cazaux-Debat) је насеље и општина у јужној Француској у региону Миди Пирене, у департману Високи Пиринеји, која припада префектури Бањер де Бигор.
По подацима из 2011. године у општини је живело 18 становника, а густина насељености је износила 12,16 становника/km². Општина се простире на површини од 1,48 km². Налази се на средњој надморској висини од 800 метара (максималној 1.106 m, а минималној 753 m).

## Демографија
| 1962. | 1968. | 1975. | 1982. | 1990. | 1999. | 2011. |
| ----- | ----- | ----- | ----- | ----- | ----- | ----- |
| 16    | 19    | 15    | 13    | 14    | 12    | 18    |

График промене броја становника у току последњих година